# Bārāz (ort i Khorasan)
Bārāz (persiska: Bāzār, باراز) är en ort i Iran.   Den ligger i provinsen Khorasan, i den östra delen av landet, 700 km öster om huvudstaden Teheran. Bārāz ligger 1 970 meter över havet och antalet invånare är 437.
Terrängen runt Bārāz är kuperad åt nordost, men åt sydväst är den bergig. Runt Bārāz är det glesbefolkat, med 10 invånare per kvadratkilometer. Närmaste större samhälle är Tīghdar, 15,1 km söder om Bārāz. Omgivningarna runt Bārāz är i huvudsak ett öppet busklandskap.